# Oksana Fadiejewa
Oksana Władimirowna Fadiejewa, z domu Oksana Kuszcz; ros. Оксана Владимировна Фадеева  (ur. 16 marca 1975 w Gorkim) – rosyjska tenisistka stołowa, trzykrotna mistrzyni Europy.
Największy dotychczasowy sukces odniosła w 2010, wygrywając w Ostrawie finał gry podwójnej mistrzostw Starego Kontynentu startując w parze z Litwinką Rūtą Paškauskienė. W 2011 obroniła tytuł mistrzowski grając w parze ponownie z Rūtą Paškauskienė. Szesnaście lat wcześniej wywalczyła w drużynie złoty medal podczas mistrzostw w Birmingham.
Trzykrotnie występowała w igrzyskach olimpijskich (2000, 2004, 2008), nie odnosząc większych sukcesów.